# 富臨飯店
富臨飯店（英語：Forum Restaurant）於1974年創立，1977年收購，舊址位於香港島銅鑼灣駱克道485號，由香港的國際級廚師楊貫一主理，為香港著名的富豪食府之一，同時是2015年米芝蓮一星餐廳，2019年米芝蓮三星餐廳。「阿一鮑魚」甚為馳名。

## 搬遷
2013年8月，該店遭業主大幅加租至月租135萬，決定9月底暫時停業，到2013年12月底遷至鄰近的信和廣場的1樓及2樓部分樓面，面積共約1.3萬方呎，另加約4000餘平方呎平台，較駱克道舖位約7000餘平方呎增約1倍。惟員工需「先遣散，後聘用」過渡到新店，但有員工投訴公司不准員工放大假，亦不會作出補償。
富臨飯店原址結果由翠華餐廳租下，租金高達每月122萬港幣，租約長達10年。首5年月租為122萬元，其後5年再加租20%至146.4萬元，較富臨飯店舊租金69萬元，加幅近77%。

## 名稱爭議
2014年4月，富臨飯店入稟高等法院控告富臨集團，指對方經營以「富臨」命名的食肆，侵犯富臨飯店的註冊商標及構成影射，要求對方撤回商標註冊申請、交出侵權物品及賠償損失。結果雙方已在6月15日和解，並達成共存協議，富臨集團可繼續使用「富臨」的名稱。不過，集團商標的問題仍未完全解決。知識產權署商標註冊處反對集團旗下「富臨漁港」、「富臨粵之味」及「富臨集團」3個商標的申請，因與之前已註冊的商標相似，怕令公眾困惑。

## 首次北上

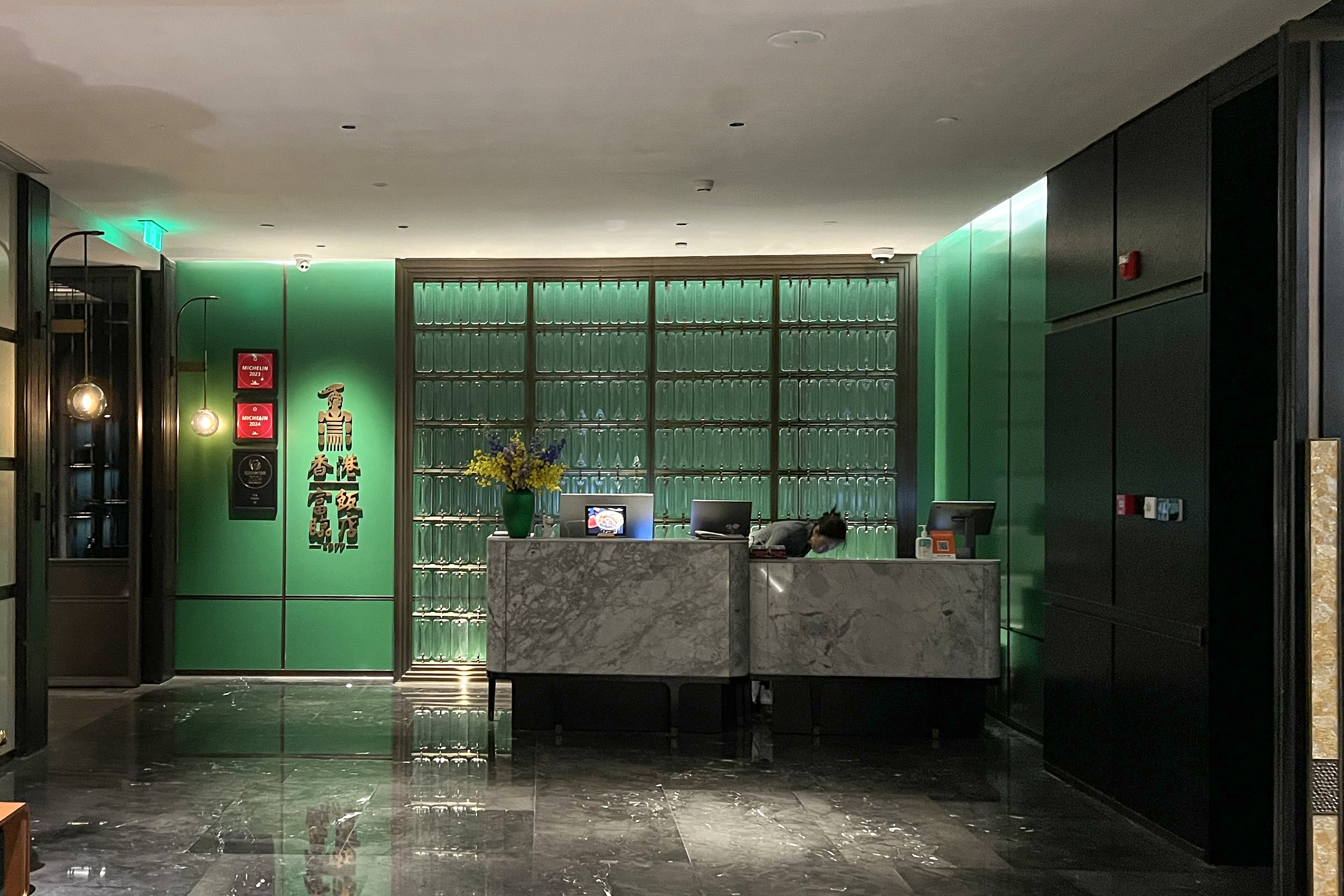
北京香港富臨飯店

2021年秋，北京香港富臨飯店在北京華僑大廈2層開業。

## 外部連結
- 富臨飯店 （页面存档备份，存于）

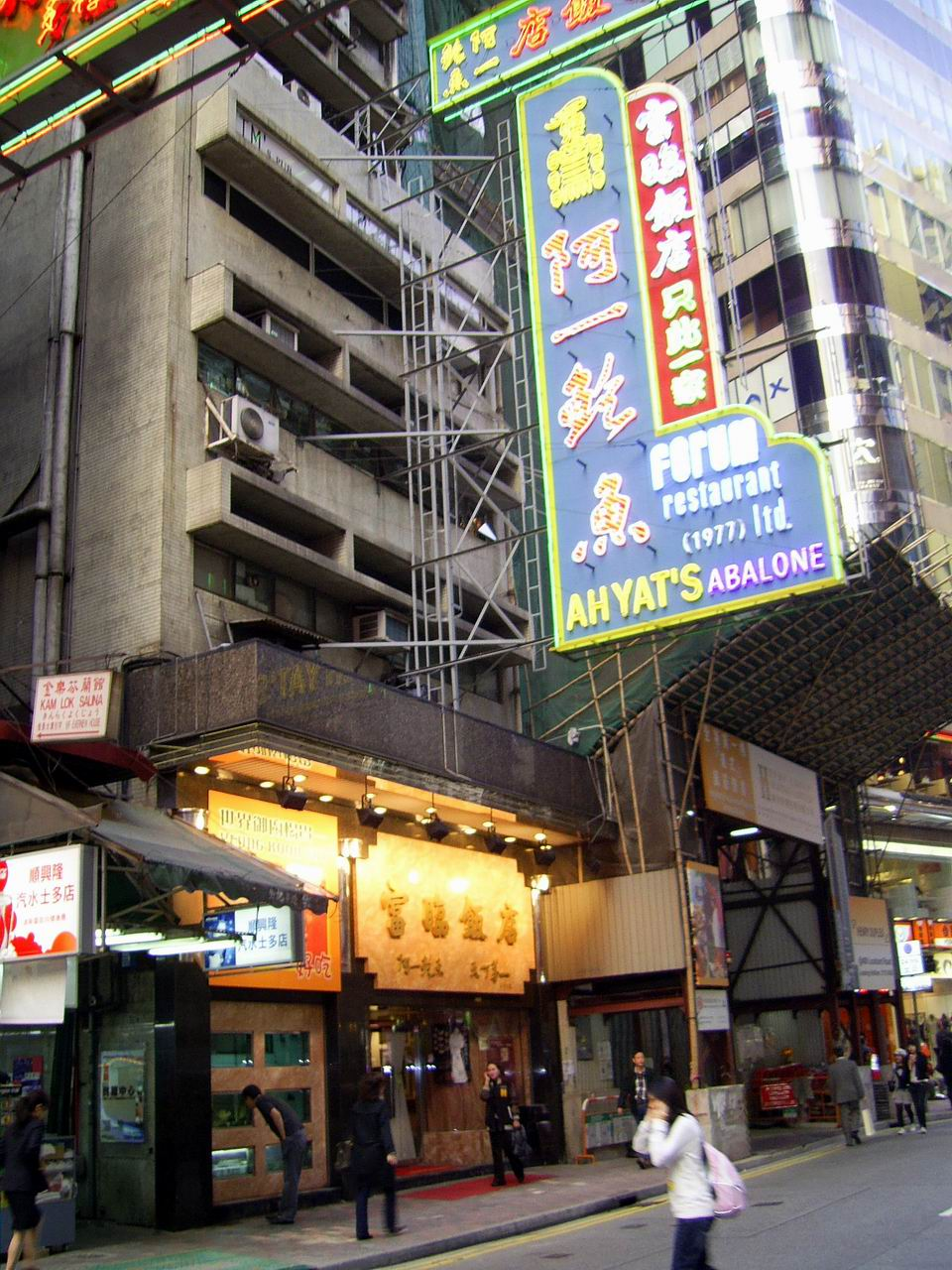
阿一鮑魚富臨飯店

  - 富臨飯店 阿一鮑魚 - Forum Restaurant Ah Yat Abalone的Facebook專頁
  - YouTube上的富臨飯店 Forum Restaurant頻道